# Hermann Paus Maschinenfabrik
Hermann Paus Maschinenfabrik GmbH, kortweg Paus, is een fabrikant van mijnbouw- en grondverzetmachines uit de plaats Emsbüren in het Eemsland net over de Overijsselse grens in Duitsland.
Het in 1968 opgerichte bedrijf maakt onder andere grote zelfrijdende kiepwagens en grote shovels (Fahrlader) die gebruikt worden in de mijnbouw. Ook fabriceert men kleinere shovels van 5 tot 7 ton. Verder heeft de firma een tak die zich specialiseert in werkliften en hoogwerkers.